# K1-K3 SNCB
Les voitures K1, K2 et K3 (également appelées voitures K) sont des voitures à voyageurs du trafic intérieur appartenant à la SNCB. Certaines de ces voitures ont également été engagées sur des trains charters internationaux (colonies de vacances).
Conçues pour les grandes lignes, elles disposent d'un WC placé au centre et de deux plateformes d'extrémité accessible via des portes à fermeture manuelle et d'une intercirculation à soufflets. Elles dérivent des voitures internationales I1 dont elles se différencient par des doubles portes sur les passerelles (contre de simples portes sur les I1). On retrouve également cette formule doubles portes et couloir central sur les voitures pour trains express construites pour la chemins de fer allemands à la même époque. Les fourgons de seconde et troisième classe sont équipés de vigies et d'une face d'extrémité arrondie caractéristique, formant une queue de rame aérodynamique.

## Histoire

### Voitures K1

#### Origines
En 1932, le constructeur Baume et Marpent livre à la SNCB un prototype de voiture de troisième classe pour services intérieurs. Immatriculé 47001. Il est caractérisé par une longueur tampons compris de 23.32m ; des bogies Pennsylvania ; une masse de 42 tonnes ; et un aménagement intérieur à couloir central. Ce prototype donne entière satisfaction et entre 1933 et 1935, 502 voitures de série appelées Voitures K1 seront construites par différents constructeurs en 5 versions.

#### Versions
A2B7 : 122 voitures, construites par Baume et Marpent et par La Brugeoise, numérotées de 20001 à 20122. Elles possédaient une salle de trois travées de seconde classe, un cabinet de toilette, deux compartiments de première classe et une salle de quatre travées de seconde classe. En tout, elles possédaient 12 places de première classe et 52 de seconde + 6 strapontins.
B9 : 40 voitures entièrement de seconde classe construites par Baume et Marpent et immatriculées 22001 à 22040. Elles possédaient deux salles de 4 et 5 travées encadrant un cabinet de toilette pour un total de 72 places assises.
C11 : 247 voitures (sans compter le prototype qui est du même type) numérotées 23002 à 23248. Elles seront construites par les Ateliers Métallurgiques de Nivelles ; les Ateliers de la Dyle ; les Ateliers de construction de Familleureux; l’Anglo-Franco-Belge à La Croyère ; et Enghien St.-Eloi. Leur aménagement intérieur était identique au prototype avec deux salles de 5 et 6 travées, pour un total de 108 places, encadrant un cabinet de toilette.
B6D : 40 voitures numérotées de 42201 à 42240 et construites par les Ateliers Métallurgiques de Nivelles ou l’Anglo-Franco-Belge. Elles étaient aménagées avec une salle à 6 travées de 48 places de seconde classe ; un cabinet de toilette ; un compartiment à bagages de 3 tonnes de charge équipé d’un compartiment surélevé pour le chef de train dans une vigie. L’extrémité côté compartiment à bagages est arrondie et est dépourvue de soufflet. 
Entre 1936 et 1937, 9 d’entre-elles seront reconstruites pour des trains internationaux. Ces voitures perdront leur vigie et le plancher surélevé du compartiment pour le chef de train qui fut muni d’une vigie plus petite à périscope capable de circuler dans des gabarits moins élevés que celui de la Belgique. Le compartiment à bagages disparaît presque entièrement au profit d’un compartiment-douane qui sera installé à la place. 
C7D : 53 voitures numérotées 42301 à 42353 et construites par S.A. Energie à Marcinelle ; Enghien St.-Eloi ; et les Forges et Fonderies de Braine-le-Comte. Elles étaient aménagées avec une salle de troisième classe à 7 travées (pour un total de 69 places) ; un cabinet de toilette et un compartiment à bagages identique à celui des B6D mais pourvu d’une paire de fenêtres supplémentaires.

#### Équipements
Ces voitures ont une caisse rivetée, des portes d’accès doubles et des fenêtres de 1200 mm pour toutes les classes. Contrairement aux K2 et K3, il existe des véhicules des classes supérieures.
Elles sont aménagées avec disposition à couloir central en troisième classe (avec disposition 2 + 3) et en deuxième classe (disposition 2 + 2) tandis que des compartiments à trois rangées de places (quatre dans les voitures déclassées) sont aménagés en première classe. Le compartiment à bagages est équipé d’une vigie surélevée pour le chef de train accessible par quatre marches. 
Le prototype et les premières voitures de série furent livrés sans soufflets d’intercirculation mais en furent rapidement munis. Différentes variantes de bogies Pennsylvania furent utilisés selon les voitures. La masse totale varie en fonction du type de voiture et des bogies utilisés.

#### Seconde Guerre mondiale
Pendant la Seconde Guerre mondiale, de nombreuses voitures sont empruntées par l’occupant et quittent le territoire belge, d’autres sont détruites. En outre, plusieurs pays du bloc de l’Est ne restitueront pas le matériel étranger présent sur leur territoire. Au lendemain de la guerre, lorsque tous les véhicules restitués ont été rapatriés, il manque encore 117 voitures K1 : 29 A2B7 ; 13 B9 ; 62 C11 ; 5 B6D et 8 C7D. 
En outre plusieurs voitures sont dans un état lamentable et ne seront pas réparées avant 1949 - 1952 et deux autres voitures en attente de réparation seront victimes d’un incendie en 1947.

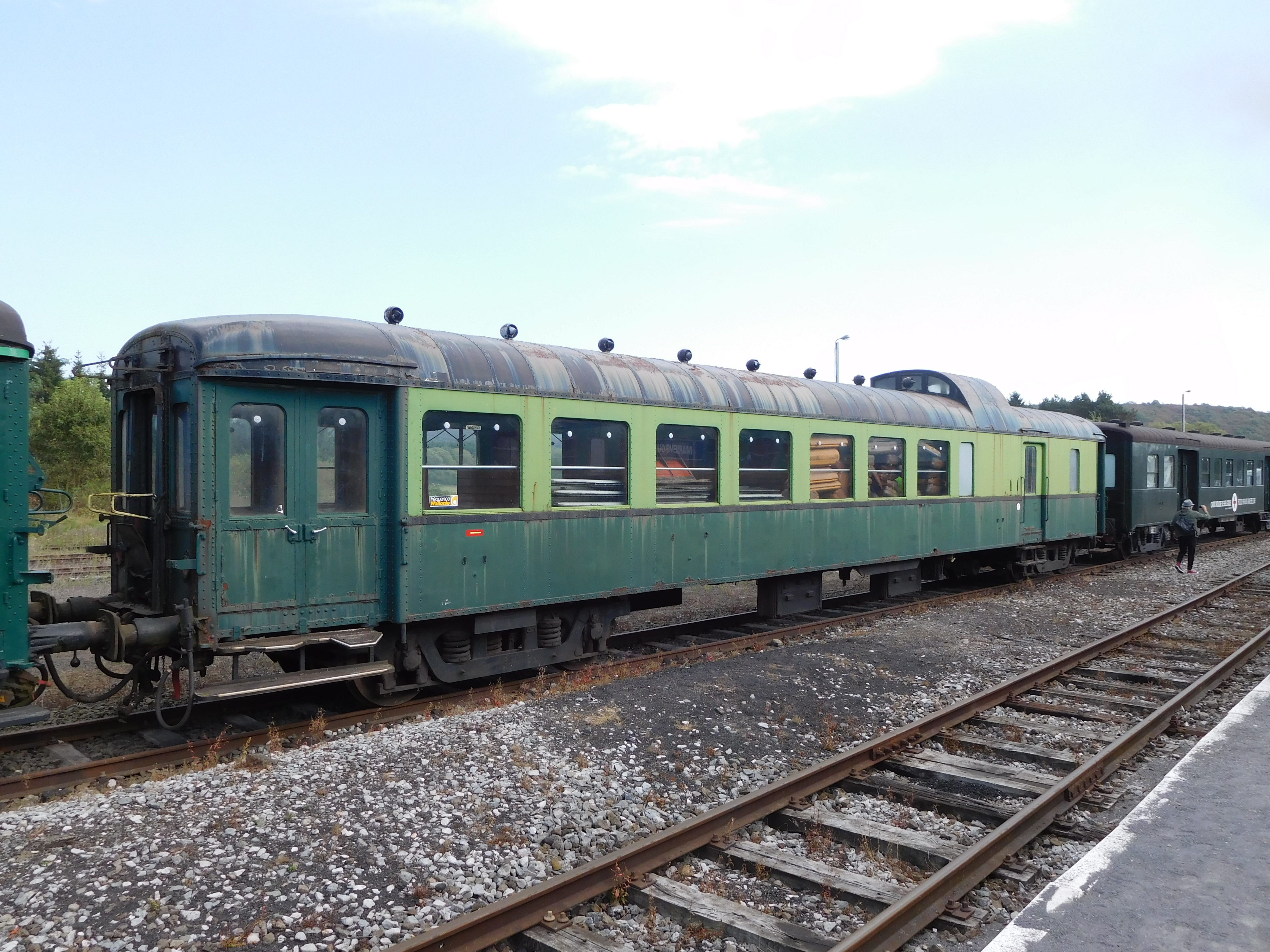
voiture K1 C7D restaurée dans une livrée évoquant la livrée d'origine des voitures K1.
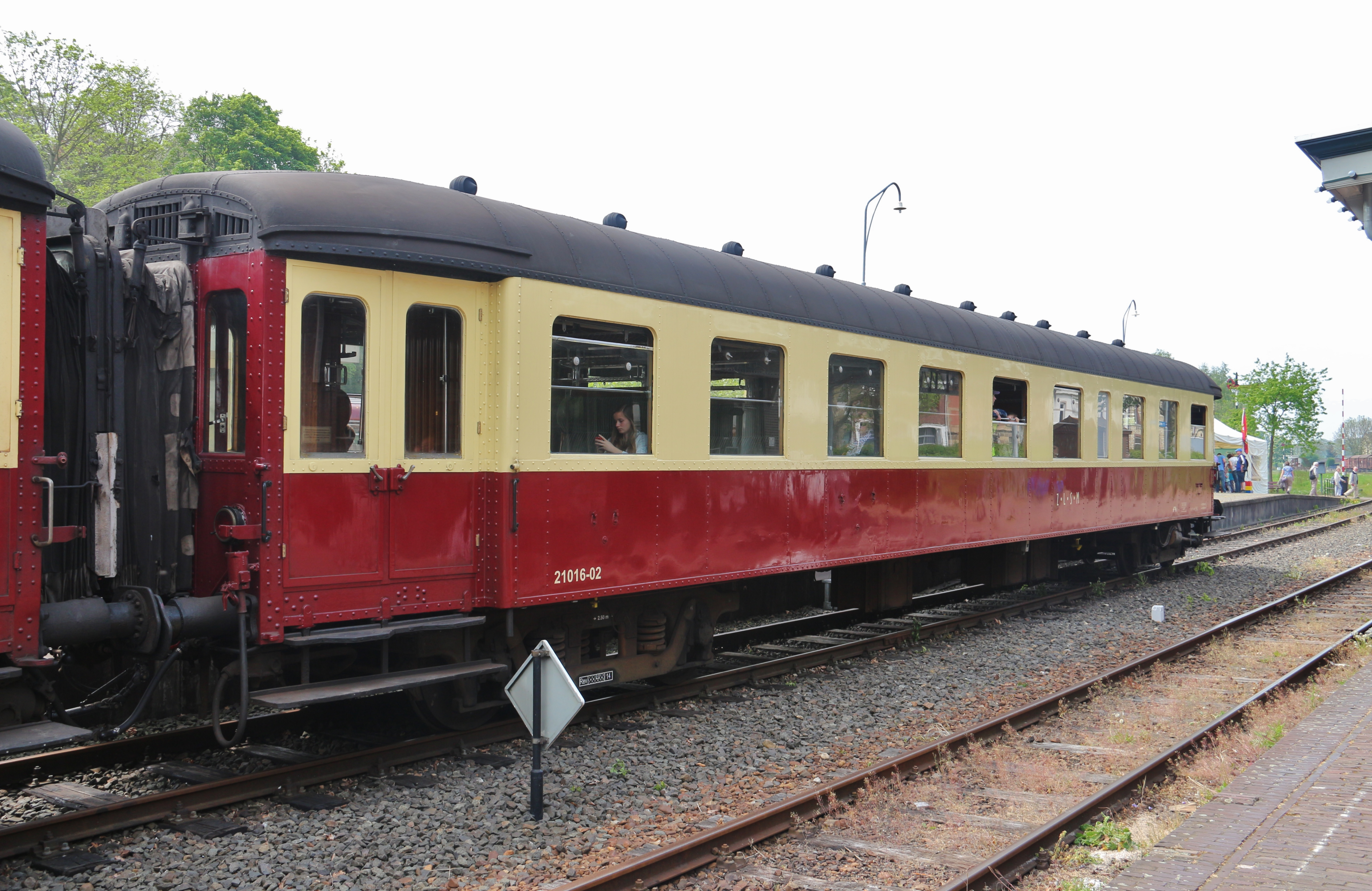
Voiture K1 restaurée par le ZLSM aux Pays-Bas.
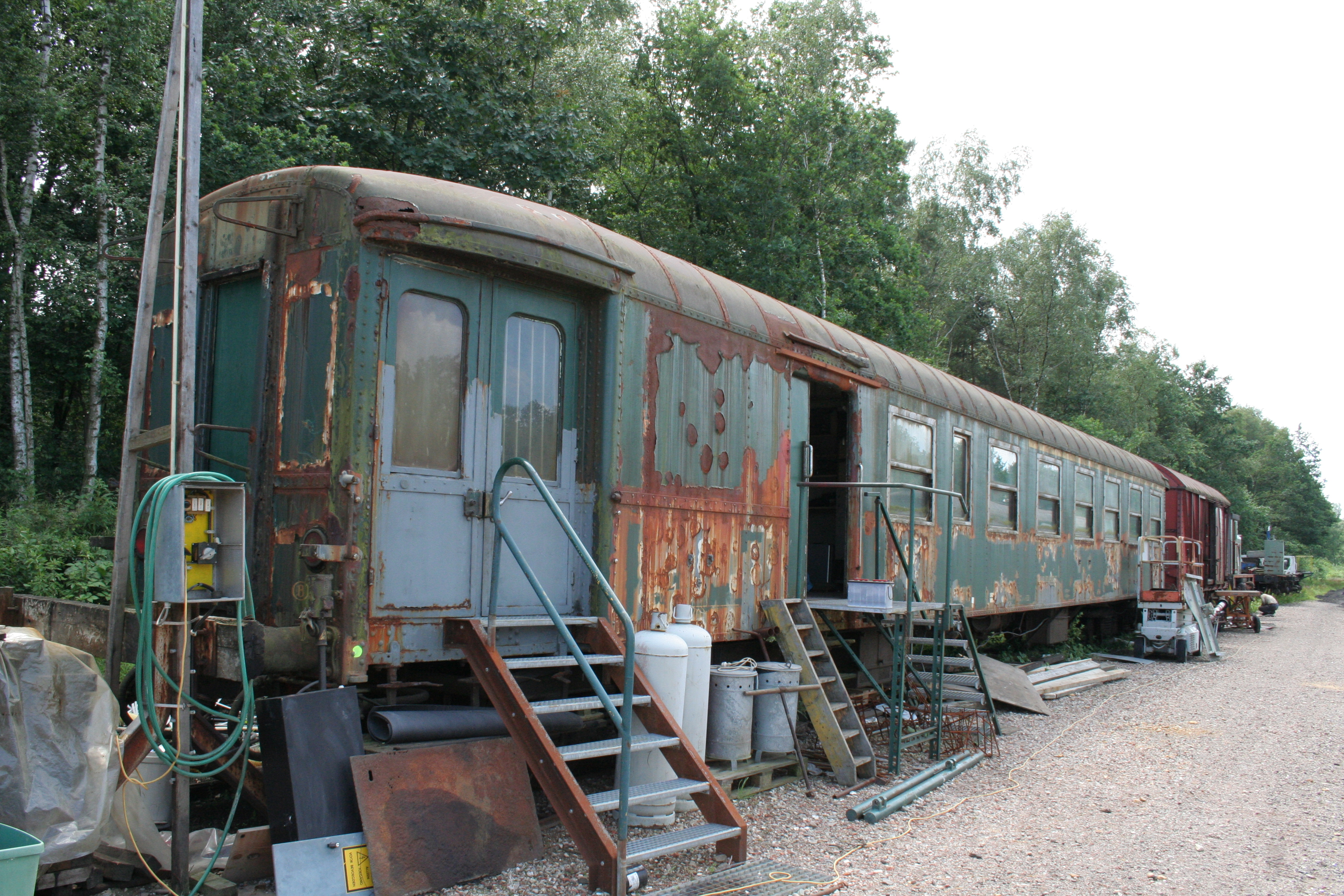
Voiture K1 de première classe rénovée avec bar et compartiment à bagages.
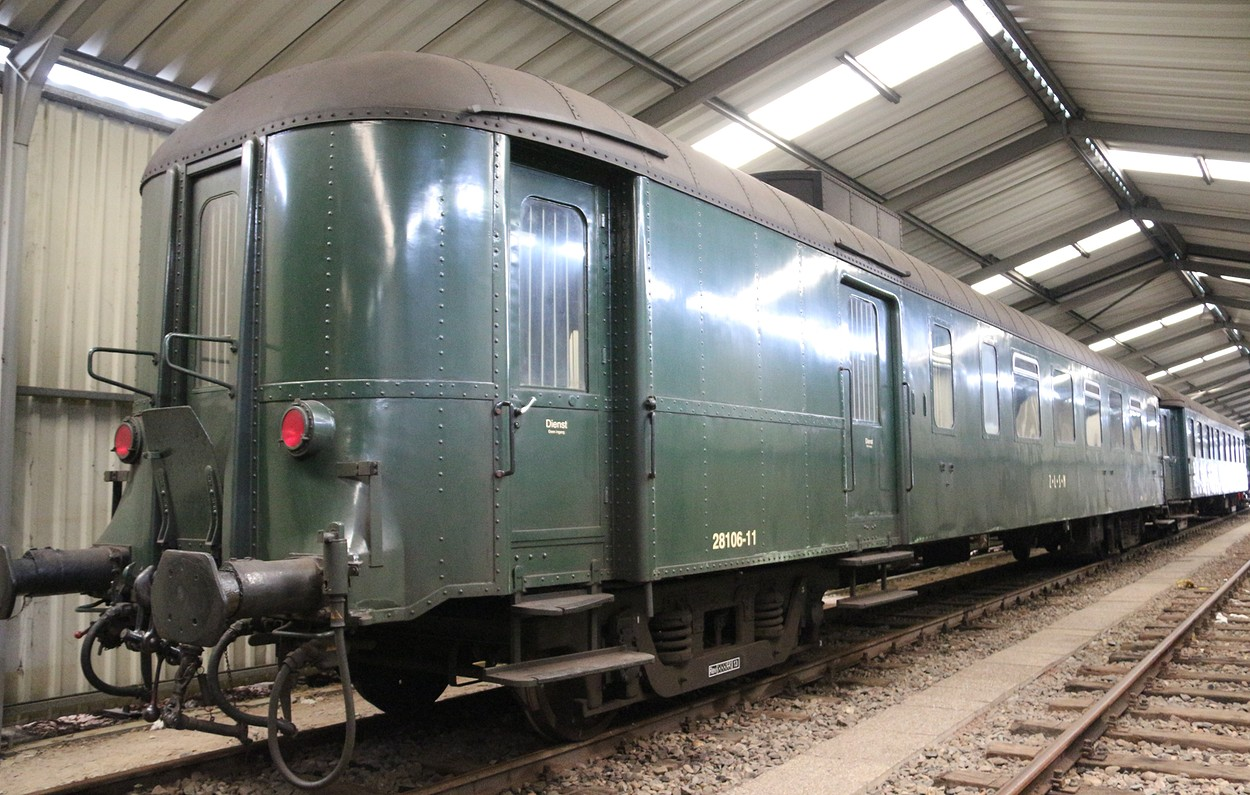
Extrémité arrondie des vraies voitures K1 avec compartiment à bagages.

### Voitures K2
Les voitures K2 et K3 ont été dérivées des voitures K1 après la Seconde Guerre mondiale afin de reconstituer le parc des voitures grandes lignes, décimé par le conflit, sans passer par un processus long et coûteux de mise au point de matériel entièrement neuf.  
Les voitures K2 sont la première série d’après-guerre. Elles sont sorties d’usine à 136 exemplaires et entre 1953 et 1954. La masse totale de ces nouvelles voitures a été allégée (33t contre 44 à 47t pour les K1). Elles possèdent aussi des portes en trois parties (un battant simple et deux battants qui se replient) plutôt que deux portes battantes avec montant central sur les K1. On retrouve uniquement du matériel de troisième classe, toujours aménagé avec des banquettes en bois. Ces voitures furent déclinées en trois séries. 
C11 : 116 voitures possédant la même disposition de sièges que les K1 C11. Elles furent construites par Enghien St.-Eloi ; l’Anglo-Franco-Belge ; Baume et Marpent ; la C.C.C. Haine-Saint-Pierre ; et les Ateliers de la Dyle. 
C10R : 10 autres voitures, construites par Familleureux, qui avaient l'un de leurs compartiments jouxtant le WC remplacé par une petite cuisine pour un snack-bar ambulant. Cette formule qui fut expérimentée sur diverses voitures de la SNCB ne rencontrera pas le succès escompté et ce compartiment snack bar sera finalement démonté entre 1965 et 1967, ces voitures devenant alors de simples C11. Elles possédaient 106 places assises + un strapontin.
C7D : 10 voitures, construites par les Braine-le-Comte, qui disposent d'un fourgon sur un gros tiers de la superficie comme les voitures K1 C7D.

### Voitures K3
Les voitures K3, apparues après la disparition de la troisième classe, seront construites à 100 exemplaires, tous de type B11, de 1956 à 1958. Elles se distinguent par l'absence de rivets sur la caisse, l’utilisation de Bogies Schlieren qui permettent une vitesse maximum de 140km/h, la présence dès l’origine de fenêtres en deux parties avec châssis semi-descendants en aluminium, et les ventilateurs "Schepens" en toiture en lieu et place des "Torpedo" qui équipaient les séries précédentes. En revanche, elles font à nouveau appel aux portes battantes comme sur les K1 mais sans montant central. 
L’intérieur possède des cloisons recouvertes de stratifié et les banquettes sont rembourrées avec de l’écume de latex et revêtues de similicuir. L’éclairage se fait par tubes néons, les rideaux sont remplacés par des stores, l’isolation thermique et acoustique a été revue et le chauffage est mixte vapeur-électrique. La disposition des sièges est toujours celle des voitures K1 mais la petite fenêtre qui faisait face au compartiment WC a disparu. 
Comme il n’existait pas de K2 et K3 des classes supérieures, ces dernières étaient toujours utilisées avec des voitures K1 ou d’autres séries.  

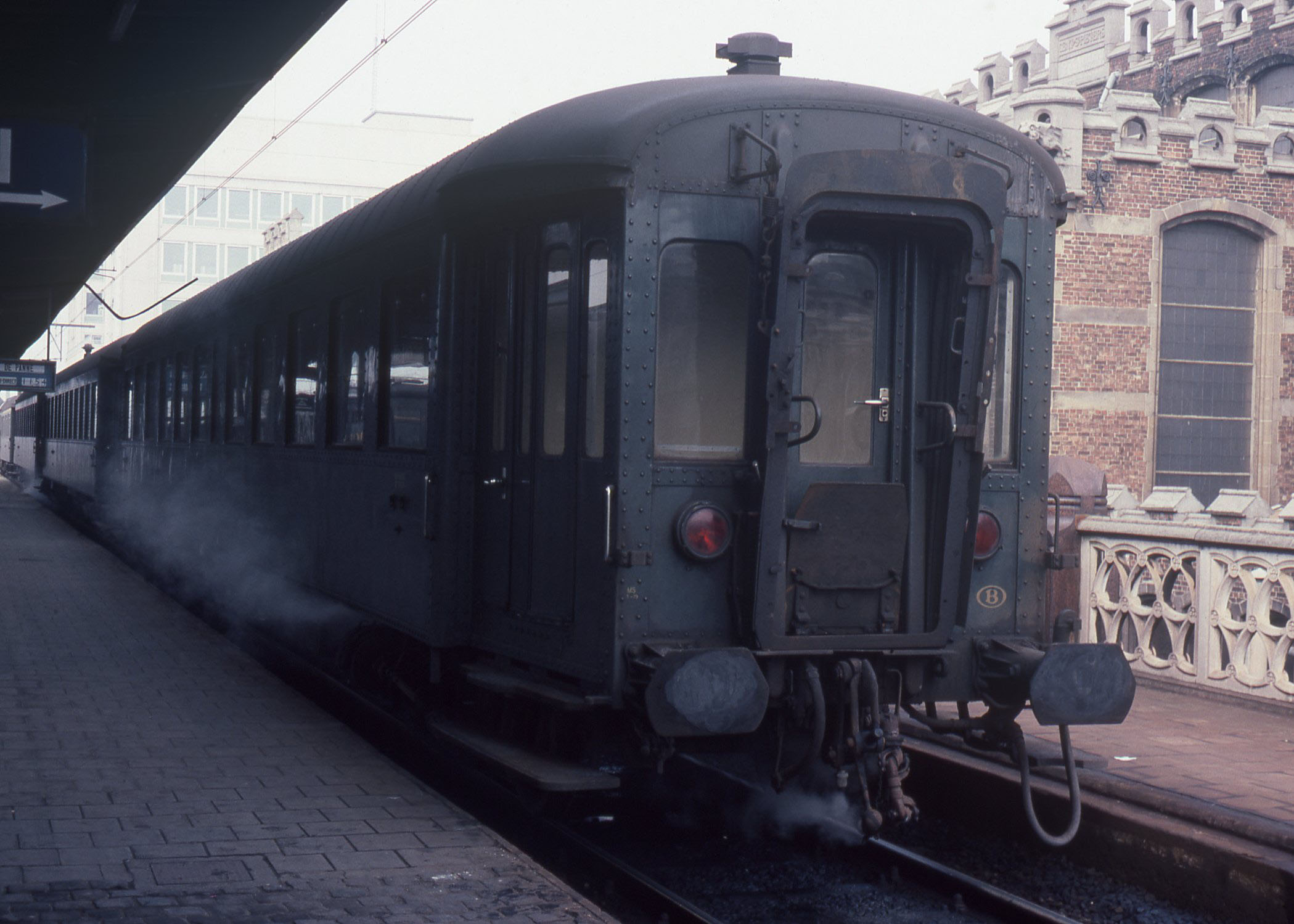
Voiture K2 en gare de Gand-Saint-Pierre.
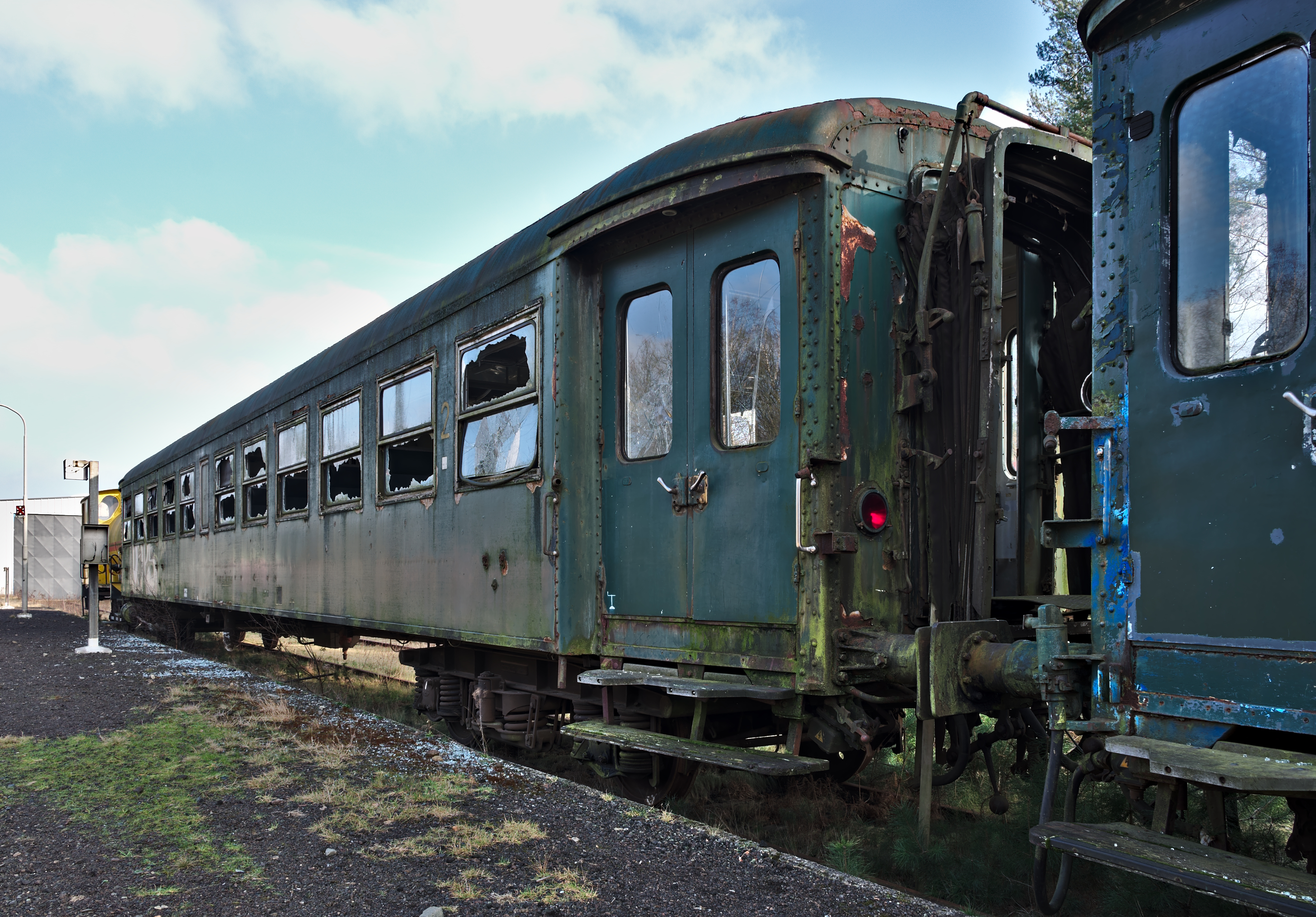
Voiture K3 en attente de restauration au Kolenspoor.

### Transformations
L’après-guerre verra de nombreux changements en matière de transport de voyageurs et les voitures K sont encore indispensables pour de longues années, ce qui conduisit la SNCB à effectuer plusieurs transformations sur certaines voitures qui passeront par un changement de classe, une modernisation des aménagements ou une mise en conformité avec le matériel plus moderne.
En 1949-1950, neuf voitures K1 A2B7 hors-service après avoir été sévèrement endommagées pendant la guerre ont été reconstruites avec un aménagement intérieur entièrement à couloir central et ont été déclassées en B9. Avec la fin de la troisième classe, elles seront surclassées en A9.
Entre 1952 et 1953, douze A2B7 voient un de leurs compartiments transformé en cuisine et espace de stockage pour le snack-bar ambulant tandis que l’autre compartiment est déclassé. Elles deviennent des B8r mais sont parfois désignées A1B7r.
En même temps, quinze autres subi un autre type de transformation : le compartiment qui jouxte les WC est transformé en local pour le snack-bar et la salle de 3 travées est transformée en compartiment à bagages. Dans ce compartiment à bagages, seule une paire de fenêtres est conservée, les autres sont bouchées ou remplacées par une paire de portes de chargement et le reste de la voiture est aménagé avec un compartiment et une salle à 4 travées de seconde classe. Elles sont désignées B5Dr et trois d’entre-elles perdront leur compartiment, ce qui créera une salle de cinq travées. 
Dans les années 1950, certaines voitures sont équipées pour la chauffe électrique et peuvent donc circuler avec les locomotives électriques alors mises en service. Elles conservent néanmoins leur chauffage à vapeur pour circuler avec les locomotives à vapeur et diesel.
En 1956, la troisième classe est supprimée. En fait, c’est la luxueuse première qui disparait alors que les deux autres classes sont renumérotées (les banquettes en bois de troisième deviennent la norme en seconde sur le matériel existant). Les voitures mixtes première /seconde classe ainsi que les voitures de seconde deviennent donc la "nouvelle" première classe. Ce changement de classes verra l’apparition de types nouveaux :
Les C11 et C7D deviennent toutes des B11 et B7D.
Les B9 et B6D deviennent toutes des A9 et A6D. Celles avec compartiment-douane perdront pour la plupart leur petite vigie.
Les B8r sont surclassées en A8R.
Les B5Dr deviennent des A5DR.
La majorité des A2B7 devient des A9 et conservent leur aménagement mixte couloir central-compartiments. 
Entre 1957 et 1958 les A5DR, furent équipées de bogies Schlieren, de fenêtres à cadres en aluminium, d’aérateurs Schepens et d’un chauffage à air pulsé comme sur les K3. L’installation de ces nouvelles fenêtres sur les voitures K1 entraîna la disparition de la ligne de ceinture de caisse. 
La même année, treize ex-B9 à surclassées en A9 et deux des B9 provenant de la reconstruction de voitures A2B7 endommagées durant la guerre reçoivent les mêmes fenêtres, les mêmes bogies et le même système de chauffage.
En 1963, quarante A9 ex-A2B7 sont rééquipées pour pouvoir assurer des trains internationaux (installation d’un chauffage adapté à 4 systèmes électriques différents). En pratique, elles assureront surtout des trains de vacanciers vers la Suisse jusqu'en 1978 où elles n’assureront plus que des trains ordinaires en service intérieur.
À partir de 1964, les banquettes des voitures K2 sont rembourrées et pourvues d’un revêtement en simili-cuir.
De 1964 à 1965, dix A9 ex-A2B7 voient un de leurs compartiments ainsi que la salle de 4 travées déclassés en seconde classe et deviennent des A4B5. Dans le même temps, deux autres de ces voitures sont intégralement déclassées (mais conservent leurs compartiments) et deviennent des B9. 
Entre 1965 et 1966, huit des A8r deviennent des voitures de seconde classe et perdent leur compartiment snack-bar, devenant des B9.
Entre 1966 et 1968, une partie des voitures K1 encore en état proche de l’origine est modernisée avec de nouveaux revêtements intérieurs, un système électrique plus moderne, et la suppression des banquettes en bois au profit de banquettes rembourrées de similicuir dans les voitures ex-troisième classe concernées. Les K1 à banquettes en bois, seront les premières à disparaître.
En 1980, l’entièreté des voitures K2 encore en service sera équipées de fenêtres à imposte basculante (les fenêtres d'origine coulissaient dans le bas de la carrosserie) ainsi que de nouvelles tables et rideaux et les voitures à compartiment à bagages perdront leur vigie.
Cette modernisation a lieu alors que les premières radiations surviennent, surtout dans l'effectif des K1 les plus anciennes. Cependant, comme les voitures K2 et K3 ne comptent pas de véhicules de première classe, la SNCB décida de rénover quatre A4B5, huit B6D et 35 A6D avec de nouvelles fenêtres à imposte comme sur les K2. Ces voitures, ainsi que celles à fenêtres en aluminium et bogies Schlieren seront les dernières K1 en service à la SNCB.
Trois voitures K ont été détruites lors de la catastrophe ferroviaire d’Aalter en 1982.

## Fin de carrière et préservation
La livraison des voitures M4 leur fait perdre les dessertes grandes lignes et elles reprennent donc des services moins prestigieux, écartant à l'occasion les voitures L et M1 moins confortables. Elles assureront par la suite des trains d’heure de pointe sur les lignes les moins fréquentées du réseau. Les K1 encore équipées de banquettes en bois seront les premières à disparaître. Les dernières voitures, des K3 accompagnées par quelques K1 modernisées, termineront leur carrière commerciale à la SNCB sur des IR Liers - Gouvy le 29 mai 1995.

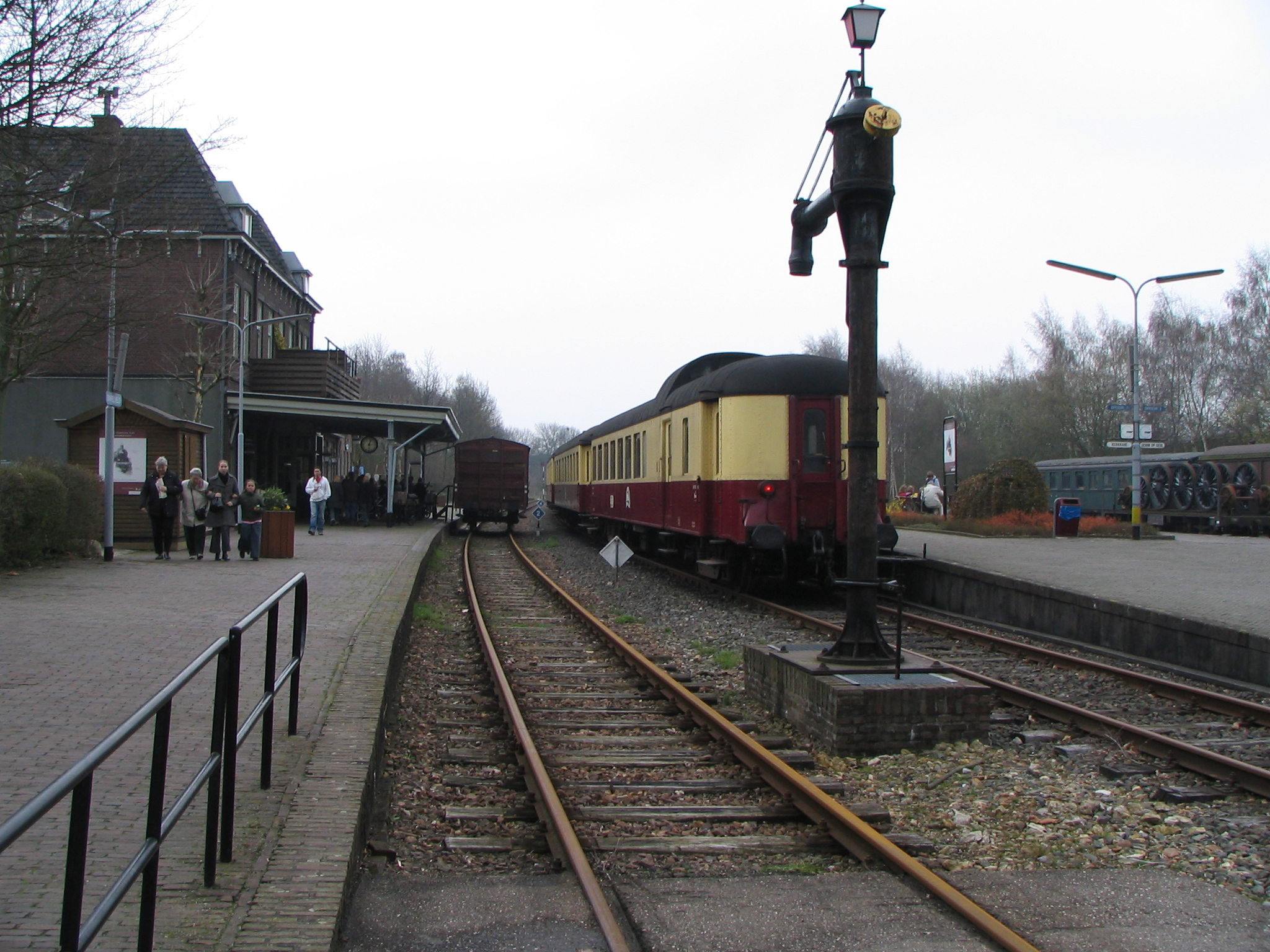
La voiture K1 BD 29127 en queue d'une rame préservée par le ZLSM.

Les voitures K1/K2/K3 font depuis leur retraite les beaux jours de nombreux chemins de fer touristiques en Belgique (PFT, CFV3V, SDP), aux Pays-Bas (SSN, ZLSM) et même en Grande-Bretagne (Ligne de la vallée de la Nene). En outre, les chaînes de restaurants Crocodile et Colmar ont racheté plusieurs voitures K, L et I5 qu’elles ont incorporé à leurs restaurants. 
128 voitures K1 et de type B9 (ex A2B7 déclassées), B11 et B7D (encore équipées pour la plupart de banquettes en bois) furent revendues aux Chemins de fer marocains en 1983, suivies quelques années plus tard par l’ensemble des K2 encore en service (125 voitures) et 7 voitures K1 AD rénovées. Elles y assurèrent encore du service durant de nombreuses années, avant que leur manque de confort (absence d'air conditionné) ne les relèguent à un rôle de seconde ligne au début des années 2000. Beaucoup de K1 et K2 ex-SNCB ont été ferraillées. En 2024, une ex-K2 B7D pouvait être aperçue au dépôt de Meknès.
Il ne faut pas oublier de nombreuses K1 restées à l’Est après 1945 et listées comme "perdues" par la SNCB mais qui étaient en bon état ou réparables. On en retrouve chez les chemins de fer polonais et est-allemands jusque dans les années 1970.

## Aménagement intérieur
Les voitures K1 possédaient de nombreuses boiseries en Kambala, surtout pour les première et seconde classe, et les intérieurs avaient en partie été dessinés par Henry Van de Velde qui exécuta notamment le premier design des revêtements textiles de première et de deuxième classe. C’est également à lui qu’on doit le logo de la SNCB.
Les fenêtres étaient largement dimensionnées et de dimensions égales pour chaque classe, ce qui n'était pas le cas dans la plupart des pays d'Europe.
L'ancienne première classe possédait des compartiments munis de deux rangées de trois sièges se faisant face tandis que la seconde classe utilisait une configuration "banquettes 2+2 places de front". La troisième puis seconde classe était pourvue de banquettes en bois de chêne puis en skaï pour les K1 et K2 rénovées (vert foncé pour les salles fumeurs, bleu foncé pour les autres) en configuration "2+3". Les K3 furent immédiatement livrées avec des sièges en skaï surplombant les radiateurs.
Outre les sièges, les voitures K2 utilisaient toujours des boiseries, notamment pour les tablettes d'origine et, pour des raisons de légèreté, les supports de sièges et de porte-bagages étaient désormais constitués de tubes d'alliage d'aluminium.
La nouvelle première classe (ancienne première ou seconde classe) fut à partir des années 1950 dotée de sièges en velours rayé (rouge pour les compartiments fumeurs, vert pour les autres) 
Les voitures K3 ainsi que les K1 et K2 rénovées possèdent des revêtements de cloisons en stratifié et un éclairage fluorescent au lieu des appliques en verre.

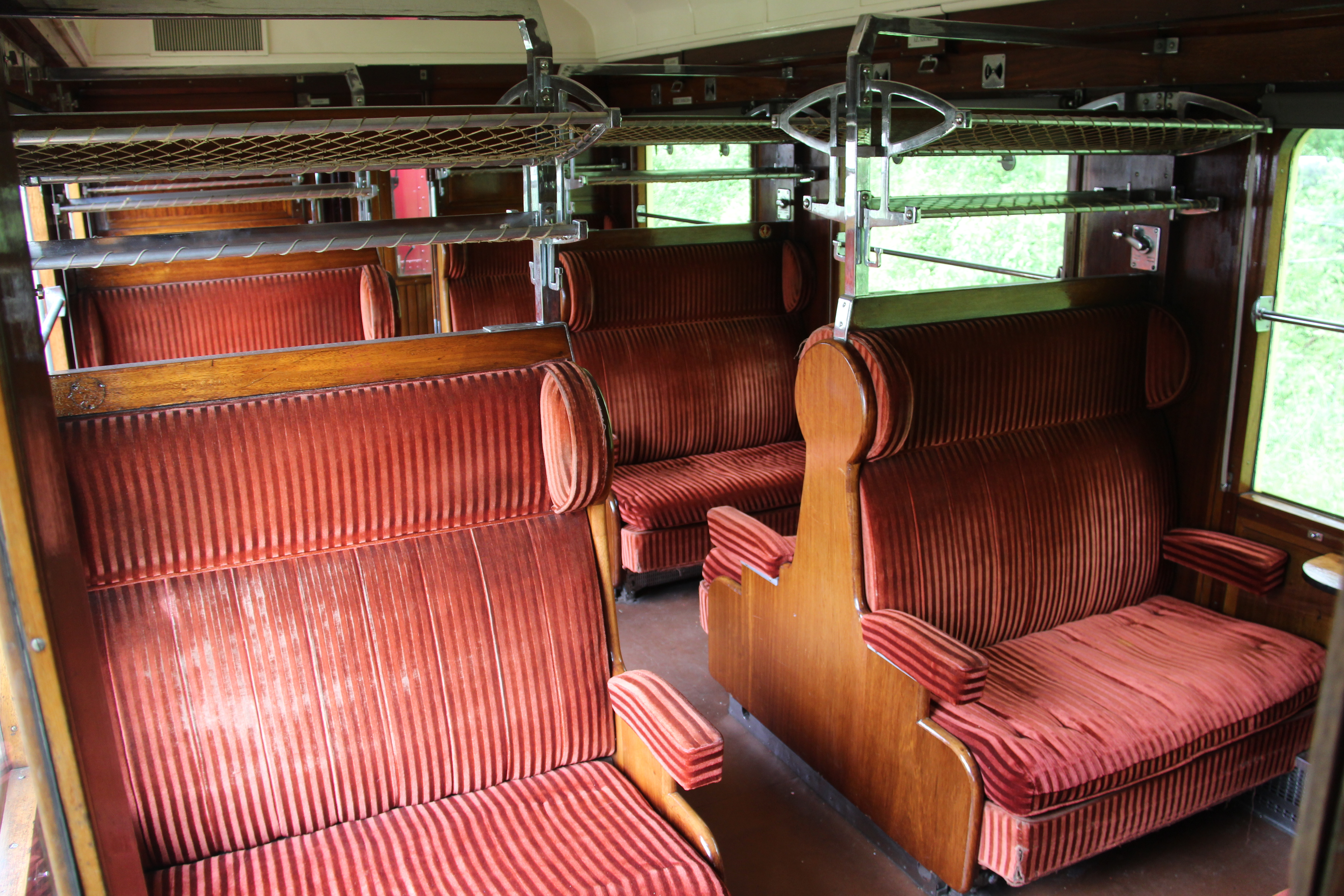
Interieur d’une voiture K1 de première classe.
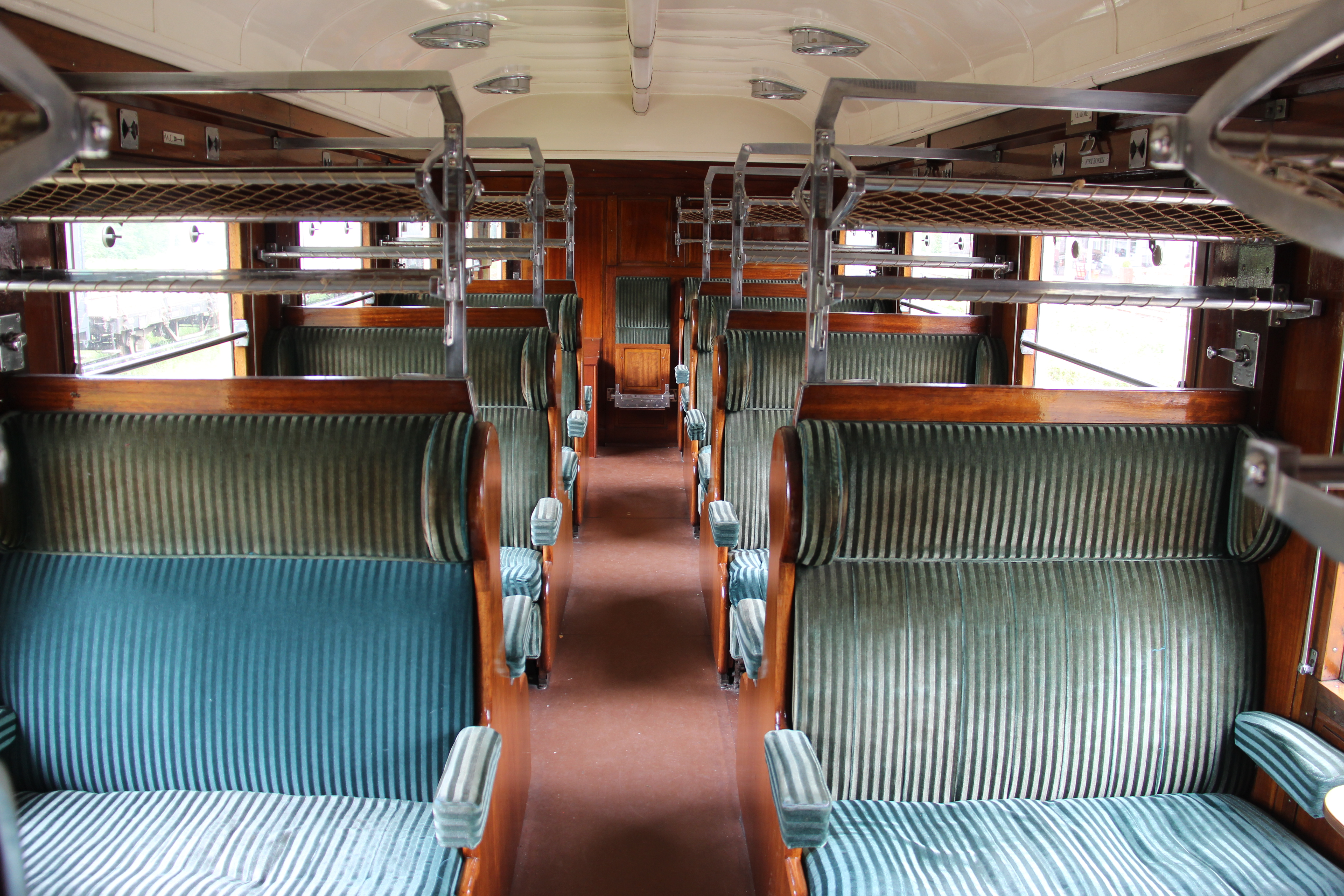
Interieur d’une voiture K1 de première classe.
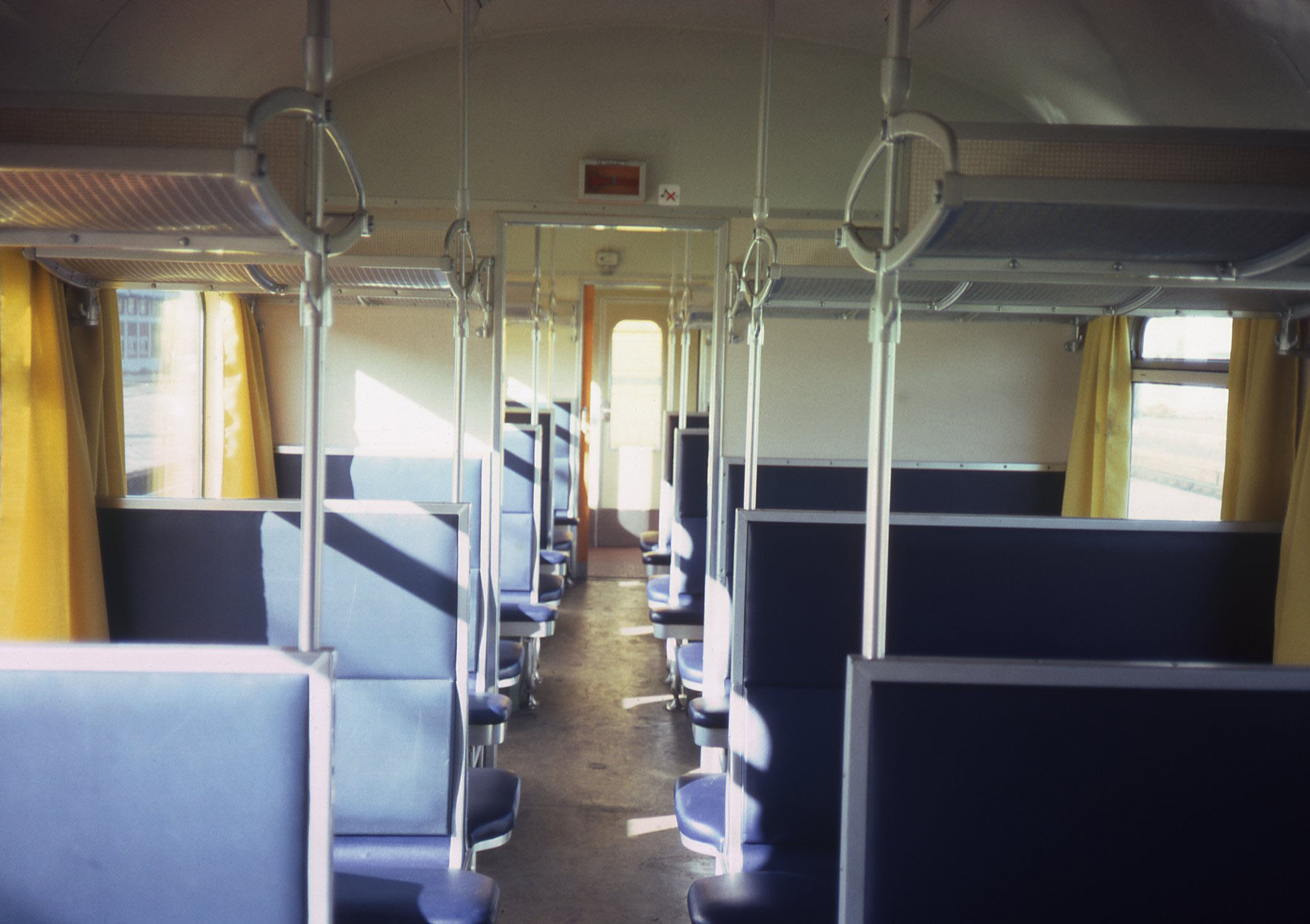
Intérieur d’une K1 de seconde classe en fin de carrière après remplacement des banquettes en bois.
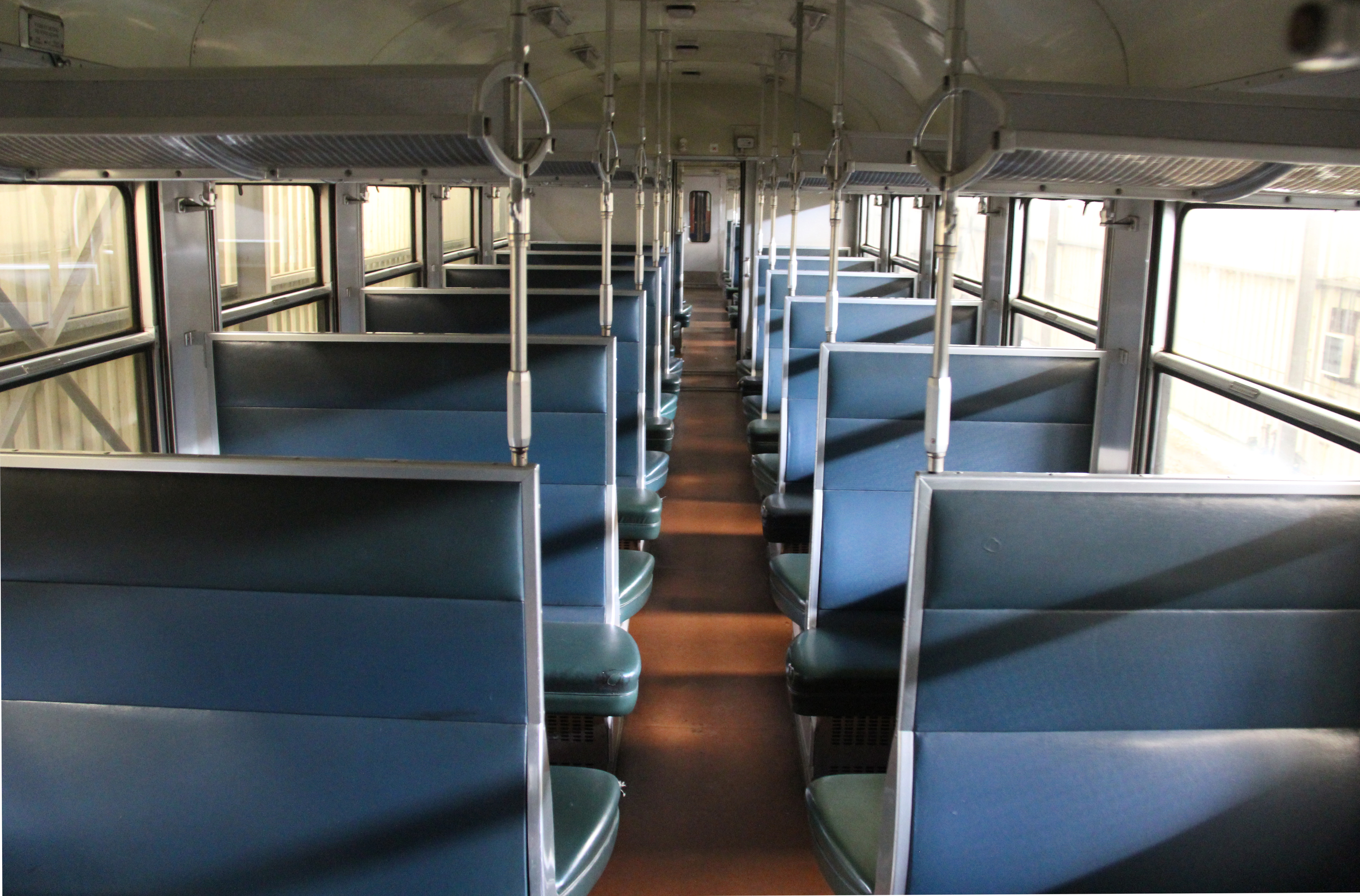
Interieur d’une voiture K3 de seconde classe.

## Sources